# Liste der Kulturdenkmale in Nazza
Die Liste der Kulturdenkmale in Nazza umfasst die als Ensembles, Straßenzüge und Einzeldenkmale erfassten Kulturdenkmale in der thüringischen Gemeinde Nazza im Wartburgkreis.
Die Angaben in der Liste ersetzen nicht die rechtsverbindliche Auskunft der zuständigen Denkmalschutzbehörde.

## Legende
- Bild: zeigt ein Bild des Kulturdenkmals und gegebenenfalls einen Link zu weiteren Fotos des Kulturdenkmals im Medienarchiv Wikimedia Commons
- Bezeichnung: Name, Bezeichnung oder die Art des Kulturdenkmals
- Lage: Wenn vorhanden Straßenname und Hausnummer des Kulturdenkmals; Grundsortierung der Liste erfolgt nach dieser Adresse. Der Link Karte führt zu verschiedenen Kartendarstellungen und nennt die Koordinaten des Kulturdenkmals.
 Kartenansicht, um Koordinaten zu setzen – in dieser Kartenansicht sind Kulturdenkmale ohne Koordinaten mit einem roten bzw. orangen Marker dargestellt und können in der Karte gesetzt werden. Kulturdenkmale ohne Bild sind mit einem blauen bzw. roten Marker gekennzeichnet, Kulturdenkmale mit Bild mit einem grünen bzw. orangen Marker.
- Datierung: gibt das Jahr der Fertigstellung beziehungsweise das Datum der Erstnennung oder den Zeitraum der Errichtung an
- Beschreibung: bauliche und geschichtliche Einzelheiten des Kulturdenkmals, vorzugsweise die Denkmaleigenschaften
- ID: Die ID identifiziert das Kulturdenkmal eindeutig. In Thüringen sind aktuell keine IDs veröffentlicht. In der ID-Spalte kann sich auch folgendes Icon  befinden, dies führt zu Angaben zu diesem Kulturdenkmal bei Wikidata.

## Ensembles
| Bild | Bezeichnung                                  | Lage | Datierung | Beschreibung | ID |
| --- | -------------------------------------------- | --- | --------- | ------------ | -- |
| [[Vorlage:Bilderwunsch/code!/O:!/C:51.114822,10.336434!/D:Hauptstraße; Alte Hauptstraße komplett; Brückenstraße 1; Buchholztrifft 6; Burgstraße 1, 4; Hauptstraße 16, 18, 20, 21, 22, 23, 24, 25, 26, 27, 28, 29, 30, 31, 33, 36, 37, 38, 39, 40, 41, 42, 43, 44, 45, 48, 50, 51, 52, 53, 54, 55, 57, 59, 61, 63, 65, 67, 69; Schloßhof 1, 2; Schloßstraße komplett, Kennzeichnendes Straßen- und Platzbild Nazza!/\|BW]] | Kennzeichnendes Straßen- und Platzbild Nazza | Nazza, Hauptstraße; Alte Hauptstraße komplett; Brückenstraße 1; Buchholztrifft 6; Burgstraße 1, 4; Hauptstraße 16, 18, 20, 21, 22, 23, 24, 25, 26, 27, 28, 29, 30, 31, 33, 36, 37, 38, 39, 40, 41, 42, 43, 44, 45, 48, 50, 51, 52, 53, 54, 55, 57, 59, 61, 63, 65, 67, 69; Schloßhof 1, 2; Schloßstraße komplett (Karte) |           |              |    |

## Einzeldenkmale nach Gemarkungen

### Nazza
| Bild                           | Bezeichnung                            | Lage                                 | Datierung | Beschreibung    | ID |
| ------------------------------ | -------------------------------------- | ------------------------------------ | --------- | --------------- | -- |
| BW                             | Wohnhaus                               | Nazza, Alte Hauptstraße 10 (Karte)   |           |                 |    |
| BW                             | Wohnhaus                               | Nazza, Alte Hauptstraße 16 (Karte)   |           |                 |    |
| BW                             | Wohnhaus                               | Nazza, Am Lämpertsbach 4 (Karte)     |           |                 |    |
| BW                             | Wohnhaus                               | Nazza, Am Lämpertsbach 11 (Karte)    |           |                 |    |
| BW                             | Wohnhaus                               | Nazza, Brückenstraße 1 (Karte)       |           |                 |    |
| BW                             | Wohnhaus                               | Nazza, Brückenstraße 6 (Karte)       |           |                 |    |
| BW                             | Wohnhaus                               | Nazza, Brückenstraße 7 (Karte)       |           |                 |    |
| weitere Bilder Fotos hochladen | Gefallenendenkmal                      | Nazza, Friedhofstraße o. Nr. (Karte) |           |                 |    |
| BW                             | Wohnhaus                               | Nazza, Friedhofstraße 7 (Karte)      |           |                 |    |
| BW                             | Wohnhaus                               | Nazza, Hauptstraße 20 (Karte)        |           |                 |    |
| BW                             | Wohnhaus                               | Nazza, Hauptstraße 21 (Karte)        |           |                 |    |
| BW                             | Hofanlage                              | Nazza, Hauptstraße 30 (Karte)        |           |                 |    |
| BW                             | Hofanlage                              | Nazza, Hauptstraße 31 (Karte)        |           |                 |    |
| weitere Bilder Fotos hochladen | Evangelisch-lutherische Christuskirche | Nazza, Hauptstraße 39 (Karte)        |           | mit Ausstattung |    |
| BW                             | Kirchhof                               | Nazza, Hauptstraße 39 (Karte)        |           |                 |    |
| BW                             | Kirchhofmauer                          | Nazza, Hauptstraße 39 (Karte)        |           |                 |    |
| BW                             | Torbau                                 | Nazza, Hauptstraße 39 (Karte)        |           |                 |    |
| BW                             | Wohnhaus                               | Nazza, Hauptstraße 43 (Karte)        |           |                 |    |
| BW                             | Wohnhaus                               | Nazza, Hauptstraße 50 (Karte)        |           |                 |    |
| BW                             | Hofanlage                              | Nazza, Hauptstraße 69 (Karte)        |           |                 |    |
| BW                             | Wohnhaus                               | Nazza, Lehmkutte 1 (Karte)           |           |                 |    |
| BW                             | Wohnhaus                               | Nazza, Lehmkutte 9 (Karte)           |           |                 |    |
| BW                             | Wohnhaus                               | Nazza, Lehmkutte 14 (Karte)          |           |                 |    |
| weitere Bilder Fotos hochladen | Herrenhaus                             | Nazza, Schloßhof 1 (Karte)           |           |                 |    |
| BW                             | Hofanlage                              | Nazza, Wernershausen 1 (Karte)       |           |                 |    |
| BW                             | Hofanlage                              | Nazza, Wernershausen 3 (Karte)       |           |                 |    |
| weitere Bilder Fotos hochladen | Burg Haineck                           | Nazza, Schloßberg (Karte)            |           |                 |    |